# Campionati austriaci di sci alpino 1976
I Campionati austriaci di sci alpino 1976 si svolsero ad Altenmarkt-Zauchensee e a Radstadt dal 25 al 29 febbraio; furono assegnati i titoli di discesa libera, slalom gigante, slalom speciale e combinata, sia maschili sia femminili.

## Risultati

### Uomini

#### Discesa libera
| Pos. | Atleta            | Nazione |
| ---- | ----------------- | ------- |
| 1    | Ernst Winkler     | Austria |
| 2    | Uli Spieß         | Austria |
| 3    | Peter Feyersinger | Austria |

Data: 26 febbraio

Località: Altenmarkt-Zauchensee

#### Slalom gigante
| Pos. | Atleta        | Nazione |
| ---- | ------------- | ------- |
| 1    | Alfred Steger | Austria |
| 2    | Anton Steiner | Austria |
| 3    | Andre Arnold  | Austria |

Data: 29 febbraio

Località: Altenmarkt-Zauchensee

#### Slalom speciale
| Pos. | Atleta            | Nazione |
| ---- | ----------------- | ------- |
| 1    | Hansi Hinterseer  | Austria |
| 2    | Bartl Gensbichler | Austria |
| 3    | Othmar Kirchmair  | Austria |

Data: 28 febbraio

Località: Radstadt

#### Combinata
| Pos. | Atleta            | Nazione |
| ---- | ----------------- | ------- |
| 1    | Anton Steiner     | Austria |
| 2    | Hans Enn          | Austria |
| 3    | Ewald Zirbisegger | Austria |

Data: 26-29 febbraio

Località: Altenmarkt-Zauchensee, Radstadt

Classifica stilata attraverso i piazzamenti ottenuti
in discesa libera, slalom gigante e slalom speciale

### Donne

#### Discesa libera
| Pos. | Atleta             | Nazione |
| ---- | ------------------ | ------- |
| 1    | Wiltrud Drexel     | Austria |
| 2    | Brigitte Totschnig | Austria |
| 3    | Elfi Deufl         | Austria |
| 3    | Monika Kaserer     | Austria |

Data: 25 febbraio

Località: Altenmarkt-Zauchensee

#### Slalom gigante
| Pos. | Atleta             | Nazione |
| ---- | ------------------ | ------- |
| 1    | Monika Kaserer     | Austria |
| 2    | Brigitte Totschnig | Austria |
| 3    | Martina Ellmer     | Austria |

Data: 27 febbraio

Località: Altenmarkt-Zauchensee

#### Slalom speciale
| Pos. | Atleta             | Nazione |
| ---- | ------------------ | ------- |
| 1    | Monika Kaserer     | Austria |
| 2    | Lea Sölkner        | Austria |
| 3    | Michaela Schaffner | Austria |

Data: 26 febbraio

Località: Radstadt

#### Combinata
| Pos. | Atleta         | Nazione |
| ---- | -------------- | ------- |
| 1    | Monika Kaserer | Austria |
| 2    | Nicola Spieß   | Austria |
| 3    | Martina Ellmer | Austria |

Data: 25-27 febbraio

Località: Altenmarkt-Zauchensee, Radstadt

Classifica stilata attraverso i piazzamenti ottenuti
in discesa libera, slalom gigante e slalom speciale